# Federazione Italiana Canottaggio
La Federazione Italiana Canottaggio (FIC) è la federazione sportiva italiana, riconosciuta dal CONI, che governa lo sport olimpico del canottaggio e seleziona gli atleti della Nazionale di canottaggio dell'Italia. Ha sede a Roma, mentre il Centro Tecnico Sportivo Federale è a Terni, sul Lago di Piediluco.

## Storia[1]
Nel 1861 e nel 1863 nascono rispettivamente la "Canottieri Limite sull'Arno" e la "Reale Società Canottieri Cerea" di Torino le prime società di canottaggio italiane. Nel 1864 a Torino viene fondato il "Circolo Eridano", mentre nel 1876 sorse l'"Alfredo Cappellini" di Livorno. 
Sempre a Torino, il 31 marzo 1888 venne fondato, presso la cofondatrice Reale Società Canottieri Cerea il Rowing Club Italiano, con uno statuto, un'assemblea elettiva e un piano di regate. Alla fondazione partecipano cinque società: Cerea, Eridano, Armida, Caprera ed Esperia. 
Il primo Campionato d'Italia si svolse a Stresa, sulle acque del Lago Maggiore, il 15 settembre 1889.
Nel gennaio 1924 l'organismo muta il nome in Reale Federazione Italiana di Canottaggio (RFIC) per poi assumere nel dopoguerra quello definitivo di Federazione italiana di canottaggio (FIC).
Anche la sede ha subito vari spostamenti negli anni: dal 1888 al 1933 è a Torino, poi, sotto il fascismo, si sposta a Roma. Nel 1946 torna nel capoluogo piemontese, dove rimane fino al 1957, anno del definitivo spostamento a Roma.

## Attività
La FIC dirige l'attività della Nazionale e delle nazionali giovanili; inoltre ha lo scopo di propagandare lo sport remiero in tutte le sue espressioni tramite l'organizzazione e la supervisione di gare nazionali, internazionali e dei campionati italiani. A livello regionale opera attraverso i Comitati Regionali.
Promuove anche attività e gare riservate ai settori giovanili e ai disabili.

## Presidenti
| Presidente            | Dal  | Al        | Note                                   |
| --------------------- | ---- | --------- | -------------------------------------- |
| Edoardo Scarampi      | 1888 | 1890      |                                        |
| Roberto Biscaretti    | 1900 | 1904      |                                        |
| Luigi Capuccio        | 1904 | 1913      |                                        |
| Carlo Montù           | 1913 | 1927      |                                        |
| Luigi Di Sambuy       | 1927 | 1935      |                                        |
| Massimo Giovannetti   | 1935 | 1943      |                                        |
| Claudio Savarese      | 1943 | 1944      | Commissario Centro Sud - Reggente CONI |
| Giulio Haag           | 1945 | 1945      | Reggente CONI-Alta Italia              |
| Carlo Montù           | 1945 | 1945      | Reggente CONI-Alta Italia              |
| Carlo Montù           | 1946 | 1949      | deceduto in carica                     |
| Massimo Giovannetti   | 1949 | 1958      |                                        |
| Alfredo Boccalatte    | 1958 | 1961      |                                        |
| Diodato Lanni         | 1961 | 1973      |                                        |
| Paolo D'Aloja         | 1973 | 1984      |                                        |
| Gian Antonio Romanini | 1984 | 2005      | Deceduto                               |
| Renato Nicetto        | 2005 | 2008      | Deceduto                               |
| Enrico Gandola        | 2008 | 2012      |                                        |
| Giuseppe Abbagnale    | 2012 | 2024      |                                        |
| Davide Tizzano        | 2024 | in carica |                                        |

## Affiliazioni
- Comitato olimpico nazionale italiano (CONI)
- Comitato Italiano Paralimpico (CIP)
- Federazione Internazionale Canottaggio (FISA)

## Sedi federali[3][4]
- Torino: 1888-1929
- Roma: 1929-1946
- Torino: 1946-1957
- Roma: 1957-oggi (sede centrale)
  - Terni: 1972-oggi (centro tecnico sportivo federale)